# Sarıbuğday, Hamur
Sarıbuğday là một xã thuộc huyện Hamur, tỉnh Ağrı, Thổ Nhĩ Kỳ. Dân số thời điểm năm 2011 là 314 người.